# Gertrude Carrington
Gertrude Thyra Margareta Carrington, tidigare Ghazala, född Levenius 26 april 1935 i Umeå stadsförsamling, Västerbottens län, är en svensk tidigare fastighetsmäklare och generalkonsul. Hon var Iraks sista generalkonsul i Stockholm innan generalkonsulatet avvecklades till förmån för den nuvarande ambassaden. Hon är den enda kvinna som tjänstgjort som Iraks beskickningschef i Sverige. 

## Biografi
Gertrude Carrington föddes 1935 i Umeå där hennes far överste Gunnar Levenius då tjänstgjorde vid Västerbottens regemente. Hon har bland annat arbetat som reklamchef i Genève. I januari 1963 avled hennes svärfar generalkonsuln Camille Ghazala. Carrington efterträdde då honom på hans befattning på Iraks generalkonsulat i Stockholm. Hennes unga ålder och kön var något som väckte uppmärksamhet. I knappt två år tjänstgjorde Carrington som beskickningschef innan generalkonsulatet lades ner och den nuvarande ambassaden invigdes. Carrington är till dags dato den enda kvinna som tjänstgjort som Iraks främsta diplomatiska representant i Sverige. Hon är sedan 1966 bosatt i New Jersey där hon arbetat som bland annat fastighetsmäklare.
År 1964 utnämndes Carrington till topp 10 mest välklädda damer i Vecko-Journalen.

## Familj

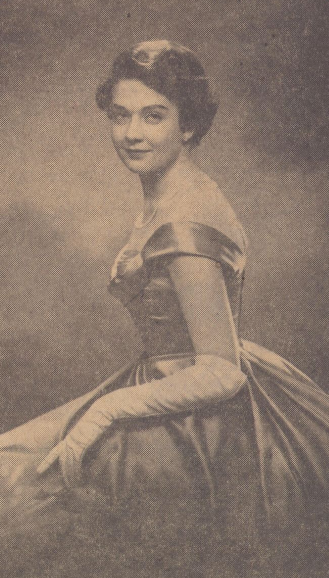
Gertrude Carrington fotograferad i samband med att hon presenterades vid hovet den 24 februari 1956.

Gertrude Carrington är dotter till överste Gunnar Levenius och hans maka Gertrude, född Lilljeforss, samt syster till vinproducenten Gunhild Eklund. Carrington gifte sig första gången i Paris med Bengt Ghazala den 24 augusti 1959. Paret skildes fyra år senare. Carrington gifte om sig den 3 september 1966 i Stockholm med New York-bankiren Ellsworth T. Carrington, som avled 2014. Makarna har en son och en dotter.